# Komló (növénynemzetség)
A komló (Humulus) a kenderfélék (Cannabaceae) család egyik nemzetsége. A nemzetségbe világszerte három faj tartozik, melyek közül a legismertebb és legelterjedtebb a közönséges komló (H. lupulus).

## Közönséges komló(H. lupulusL.)
Hazája valószínűleg Kelet-Európa volt, azonban a 8. század óta egész Közép-Európában elterjedt. Nedvesebb helyeken, ártéri és ligeterdőkben olykor áthatolhatatlan bozótot képez. 
Évelő kúszónövény. Virágai kétlakiak, a hímek laza füzérekbe, a nőivarúak tömött álfüzérekbe rendeződnek, ezekből fejlődnek a sárgászöld komlótobozok.
A jobbra csavarodó száron horgas szőröket és keresztben átellenesen elhelyezkedő, hosszú nyelű, 3-5 karéjú, durva tapintású leveleket találunk. 10–40 m hosszú indáival bokrokra, fákra kapaszkodik. Tavasszal a friss hajtások a növényvilágban rendkívül gyorsnak számító 20–50 cm/hét sebességgel törnek elő a telet a talajban átvészelő, körülbelül 1–3 cm vastag és több méter hosszú gyöktörzsből. Júliusban virágzik.

### Hatóanyagai, felhasználása
Az elvirított termős növények virágzata a megnövekedő murvalevelekkel és takarópikkelyekkel tobozszerűvé válik. Gyógyszerként és a sörfőzéshez csak ezeket az úgynevezett 'komlótobozokat' használják. A tobozkában mirigyszőrök találhatók, amelyekben a keserű ízű, étvágygerjesztő és tartósító hatású lupulon és humulon válik ki. A tobozkából nyert komlóliszt a sörgyártásban fontos, ezért a komlót nagyüzemi táblákon termesztik is. Emellett kb. 1–3% illóolajat és fito-ösztrogéneket is tartalmaz.
A gyógyszerészek a drogot Strobuli Lupulinak (Lupuli strobulus) nevezik. A népi gyógyászatban teáját nyugtató, altató hatásúnak tartják, bár nem tudni, mi ennek a hatóanyaga. Az álmatlanság elleni italokban a komlót hatékonyabb nyugtató füvekkel, mint például macskagyökérrel kombinálják.
Kimutatták, hogy csökkenti a koleszterin-szintet.

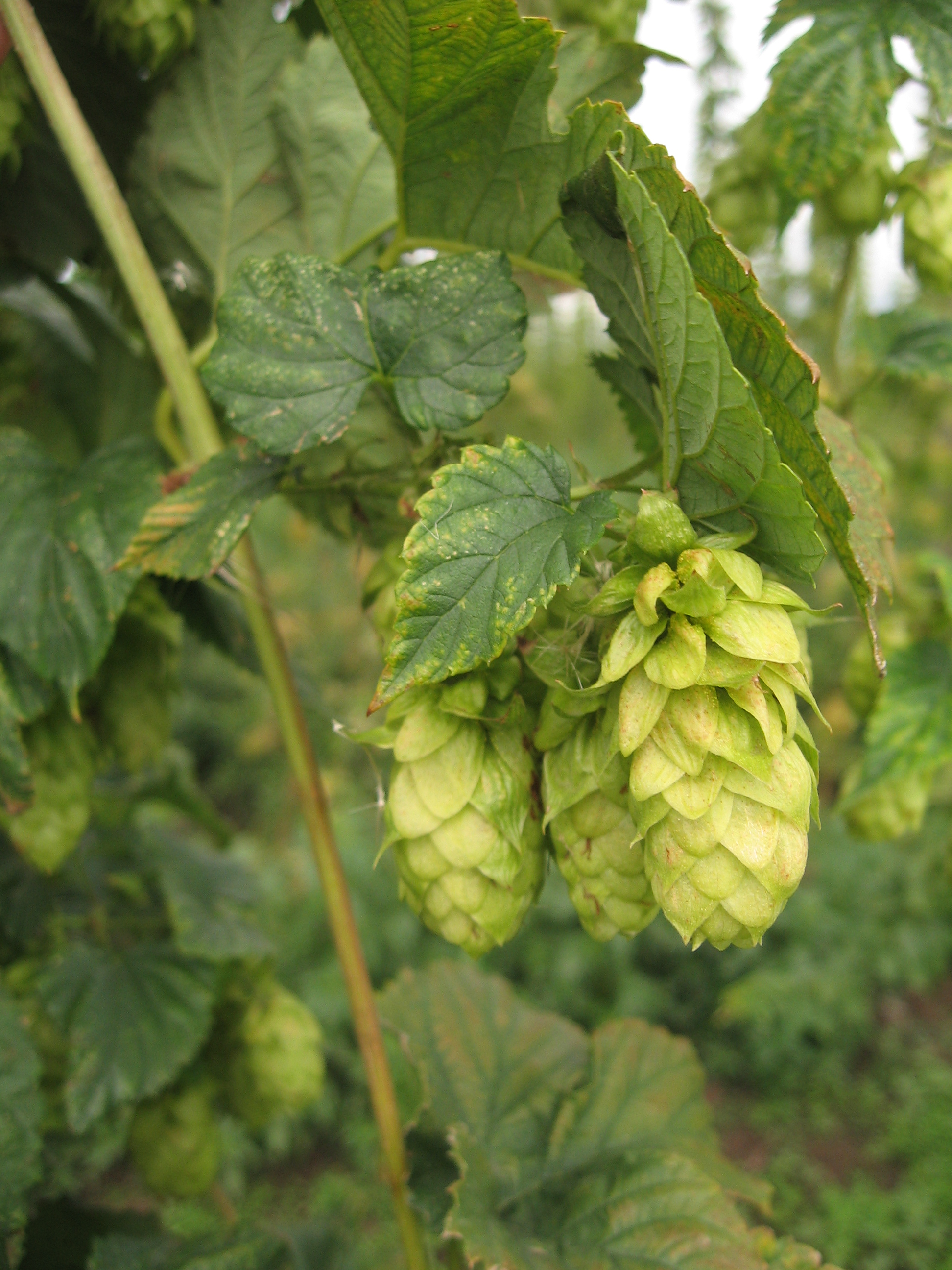
A komló tobozkái
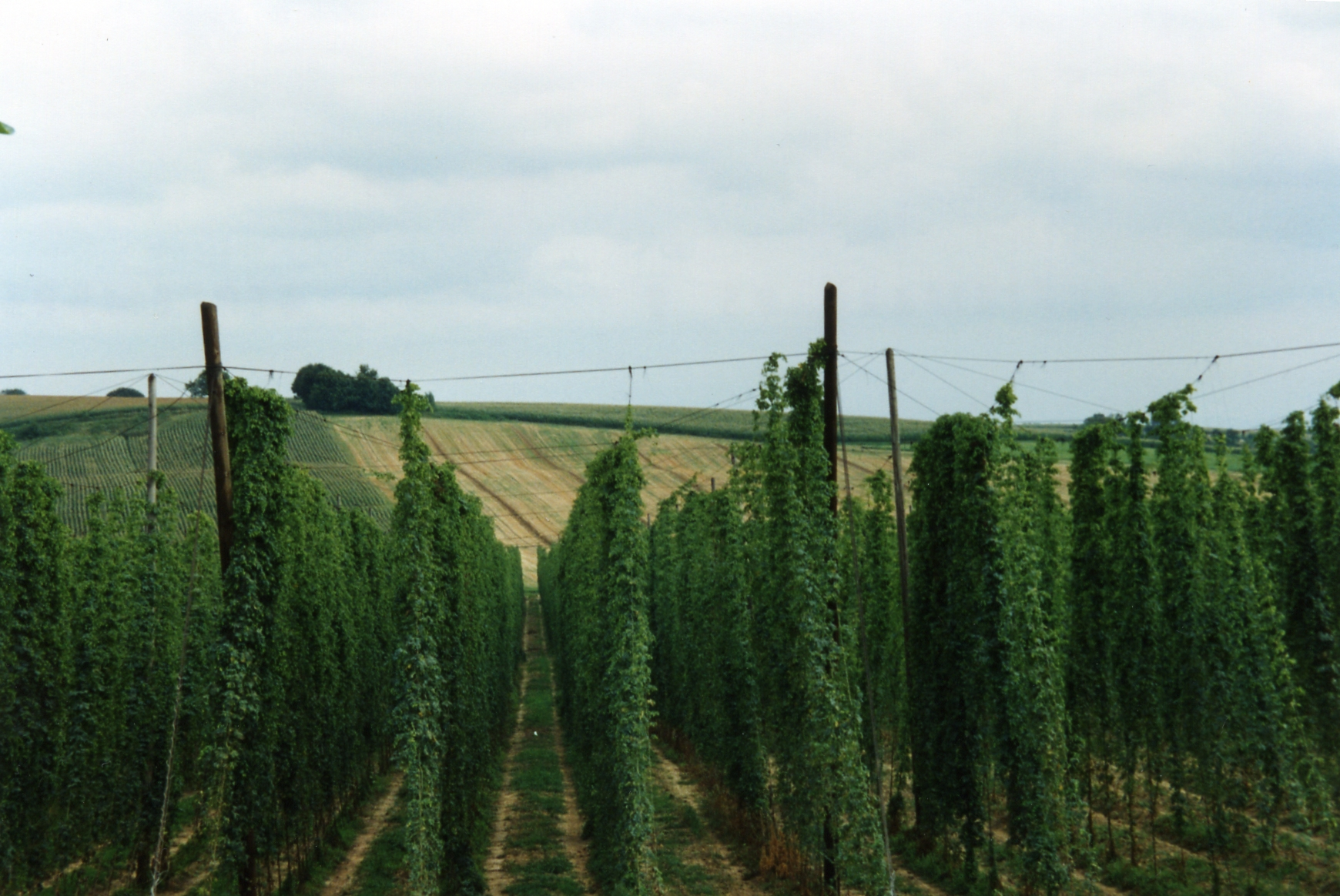
Komlóültetvény
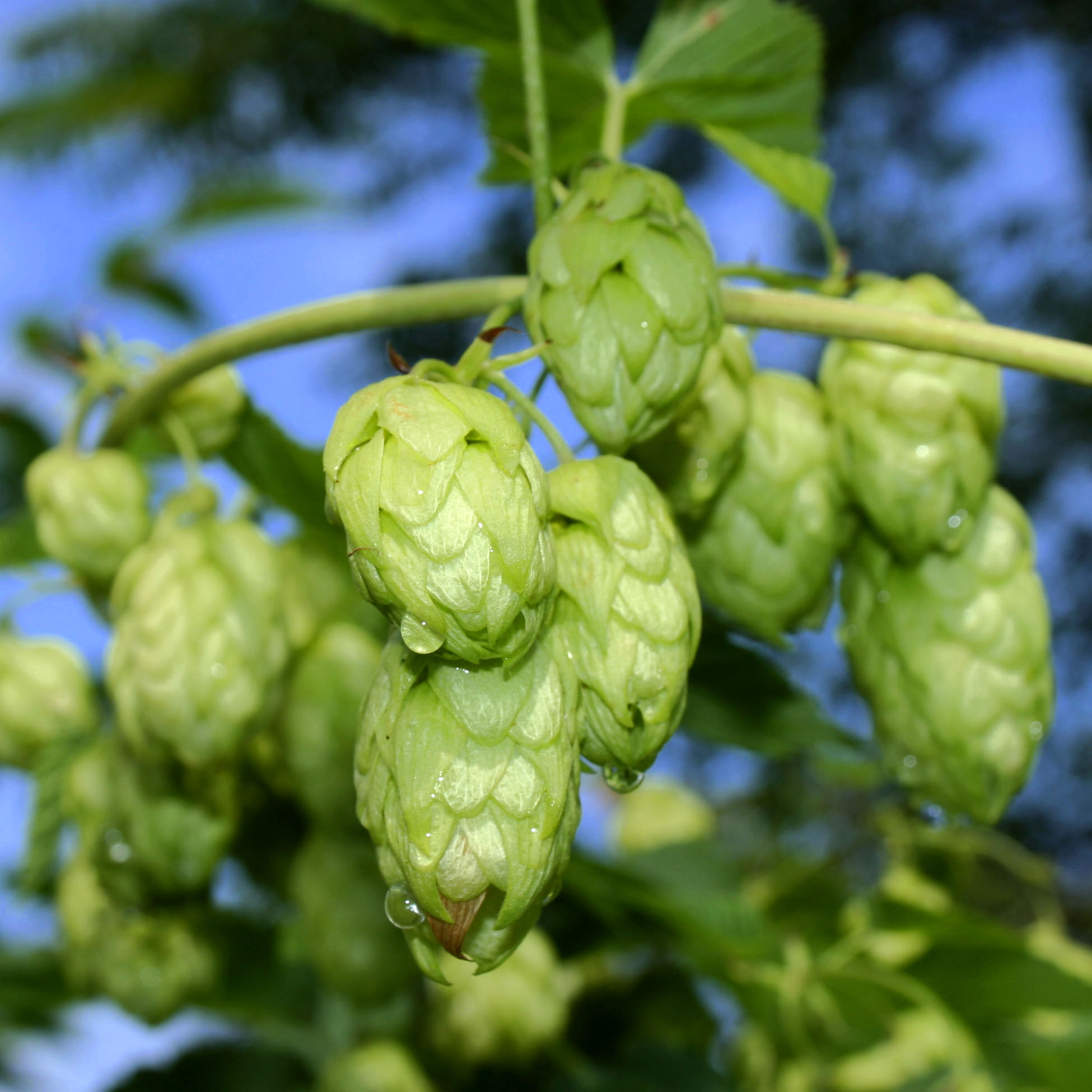
Komló elvirított virágzata

## A nemzetség további fajai

### Japán komló(H. japonicusSiebold & Zucc. syn.scandens(Lour.) Merrill)
Japánból származik, Magyarországon egyévesként kertekben ültették, de mára kivadulva, főleg ártéri ligeterdőkben meghonosodott. Levele a komló levelénél tagoltabb, 5-7 karéjú.

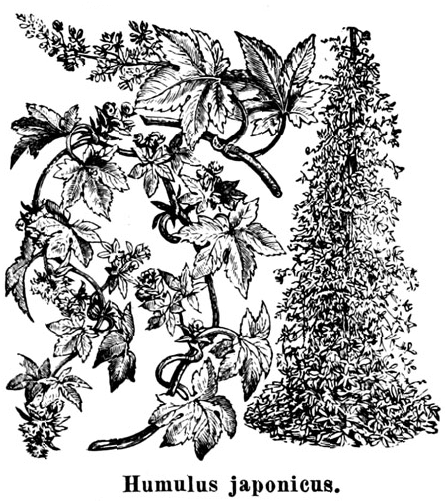
Japán komló

### H. yunnanensisHu
Kína Jünnan tartományában, 1200–2800 m tengerszint feletti magasságban található. 'Tobozkái' hosszúkásak.